# Übersee-Geschichte
Übersee-Geschichte ist eine auf deutsche Auslandsinteressen ihrer Zeit bezogene Schriftenreihe zur Kolonial- und Überseegeschichte, die  von 1929 bis 1942 in Hamburg, zunächst bei Friederichsen, de Gruyter & Co., die Bände ab 1934 im Hans Christians Druckerei und Verlag erschien.
Sie wurde von dem an der Philosophischen Fakultät der Hamburger Universität lehrenden Historiker und nationalsozialistischen Hochschulpolitiker Gustav Adolf Rein (1885–1979) herausgegeben, der 1927 ein Extraordinariat für Übersee- und Kolonialgeschichte und Geschichte des Deutschtums im Ausland erhalten hatte.
Die Reihe umfasst insgesamt 13 Bände. Als Band 1 erschien Das Problem der europäischen Expansion in der Geschichts-Schreibung von Gustav Adolf Rein, als Band 5 Die Revolution von Saint Domingue von Erwin Rüsch (1930).

## Übersicht
- 1 Das Problem der europäischen Expansion in der Geschichts-Schreibung. Rein, Gustav Adolf. - Hamburg : Friederichsen, de Gruyter & Co., 1929
- 2 Amerikanische Interessen- u. Prinzipienpolitik in Mexiko 1910–1914. Roemer, Hans G. - Hamburg : Friederichsen, de Gruyter & Co., 1929
- 3 Nord-Amerika im Urteil des deutschen Schrifttums bis zur Mitte des 19. Jahrhunderts. Meyer, Hildegard. - Hamburg : Friederichsen, de Gruyter & Co., 1929
- 4 Das politische System Alexander Hamiltons. Gerhard, Walter. - Hamburg : Friederichsen, de Gruyter & Co., 1929
- 5 Die Revolution von Saint Domingue. Rüsch, Erwin. - Hamburg : Friederichsen, de Gruyter & Co., 1930
- 6 Ostafrika in der deutsch-englischen Politik 1884–1890. Jantzen, Günther. - Hamburg : Hans Christians Druckerei u. Verl., 1934
- 7 Die ersten deutschen Kolonialerwerbungen im Lichte der englischen Presse. Appel, Heinrich. - Hamburg : Hans Christians Druckerei u. Verl., 1934
- 8 Die Politik Brasiliens während des Weltkrieges und die Stellung des brasilianischen Deutschtums. Königk, Georg. - Hamburg : Christians, 1935
- 9 Die deutsche Einwanderung der Dreißiger und Achtundvierziger in die Vereinigten Staaten und ihre Stellung zur nordamerikanischen Politik. Erhorn, Irmgard. - Hamburg : Christians, 1937
- 10 Mittelamerika als Schauplatz deutscher Kolonisationsversuche 1840–1865. Schottelius, Herbert. - Hamburg : Christians, 1939
- 11 Deutschland und die Auswanderung nach Brasilien im 19. Jahrhundert. Sudhaus, Fritz. - Hamburg : Christians, 1940
- 12 Die Deutsche Volksgruppe in Paraguay. Kliewer, Friedrich. - Hamburg : Christians, 1941
- 13 Das Deutschtum in Argentinien während des Weltkrieges (1914–1918). Keiper, Wilhelm. - Hamburg : Christians, 1942